# (40457) Williamkuhn
(40457) Williamkuhn est un astéroïde de la ceinture principale.

## Description
(40457) Williamkuhn est un astéroïde de la ceinture principale. Il fut découvert le 4 septembre 1999 à Anza (Californie) par Michael Collins et Minor White. Il présente une orbite caractérisée par un demi-grand axe de 2,37 UA, une excentricité de 0,14 et une inclinaison de 8,1° par rapport à l'écliptique.

## Compléments